# Littlecote House
Littlecote House è una dimora signorile che si trova nel villaggio e parrocchia civile di Ramsbury nella contea del Wiltshire, Sud Ovest dell'Inghilterra, Regno Unito. Risale al XIII secolo ed è considerato monumento classificato di prima categoria per il suo particolare interesse storico e architettonico.

## Storia

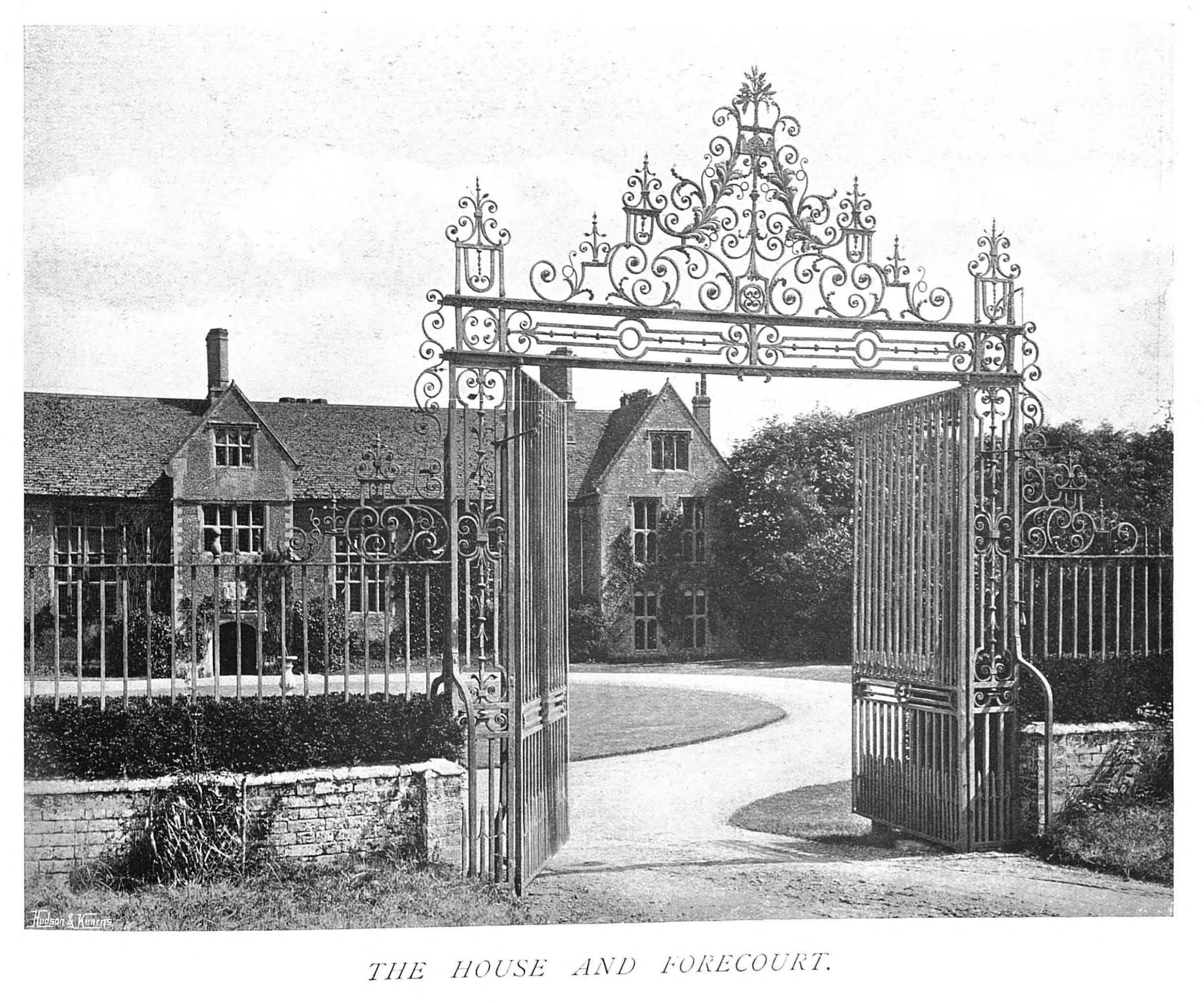
Cancello di accesso alla villa in un'immagine dell'inizio del XX secolo

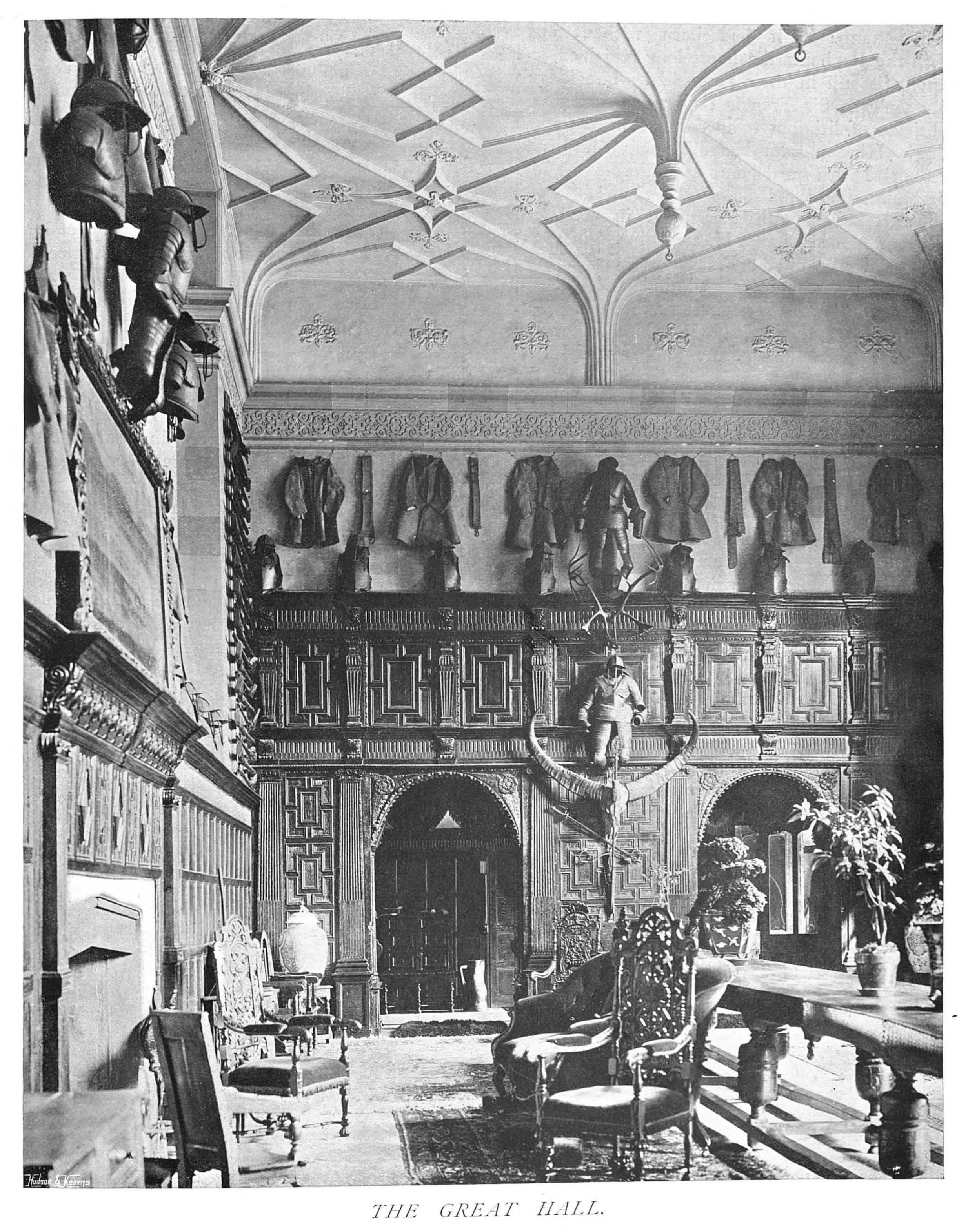
La grande sala come appariva nel 1904 circa

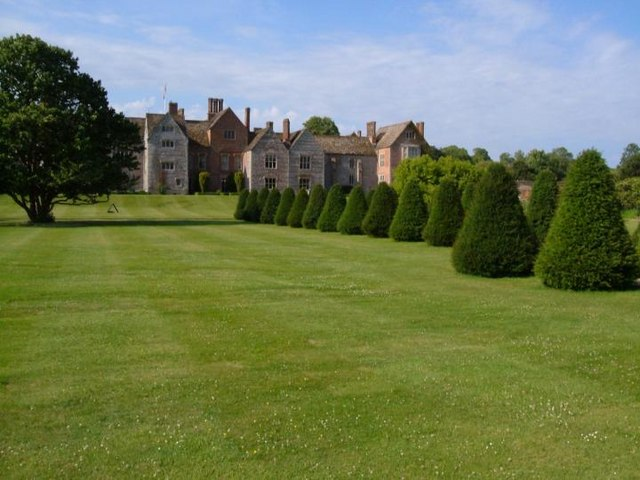
Particolare dei giardini

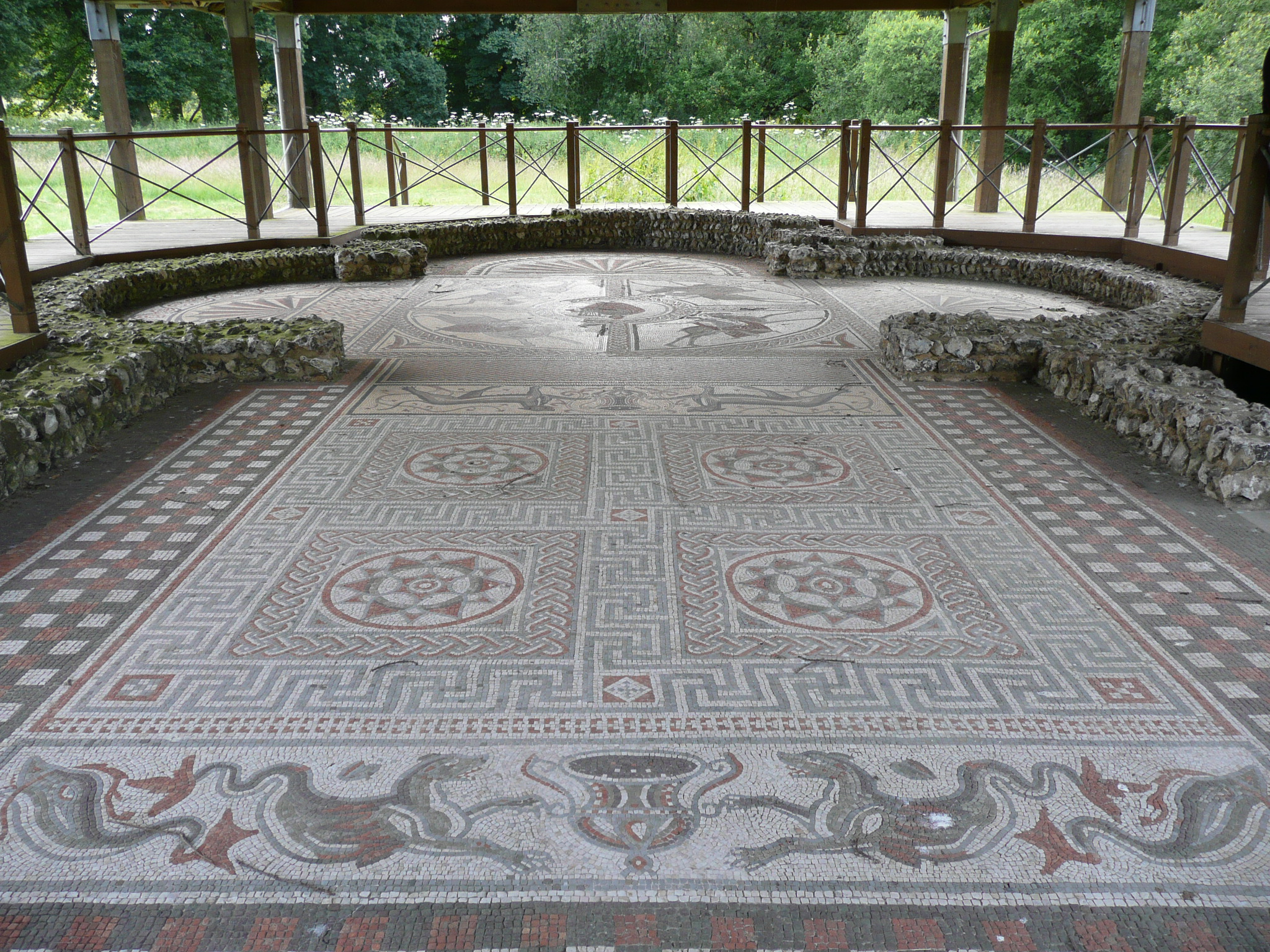
Pavimendo della villa romana nel parco della residenza

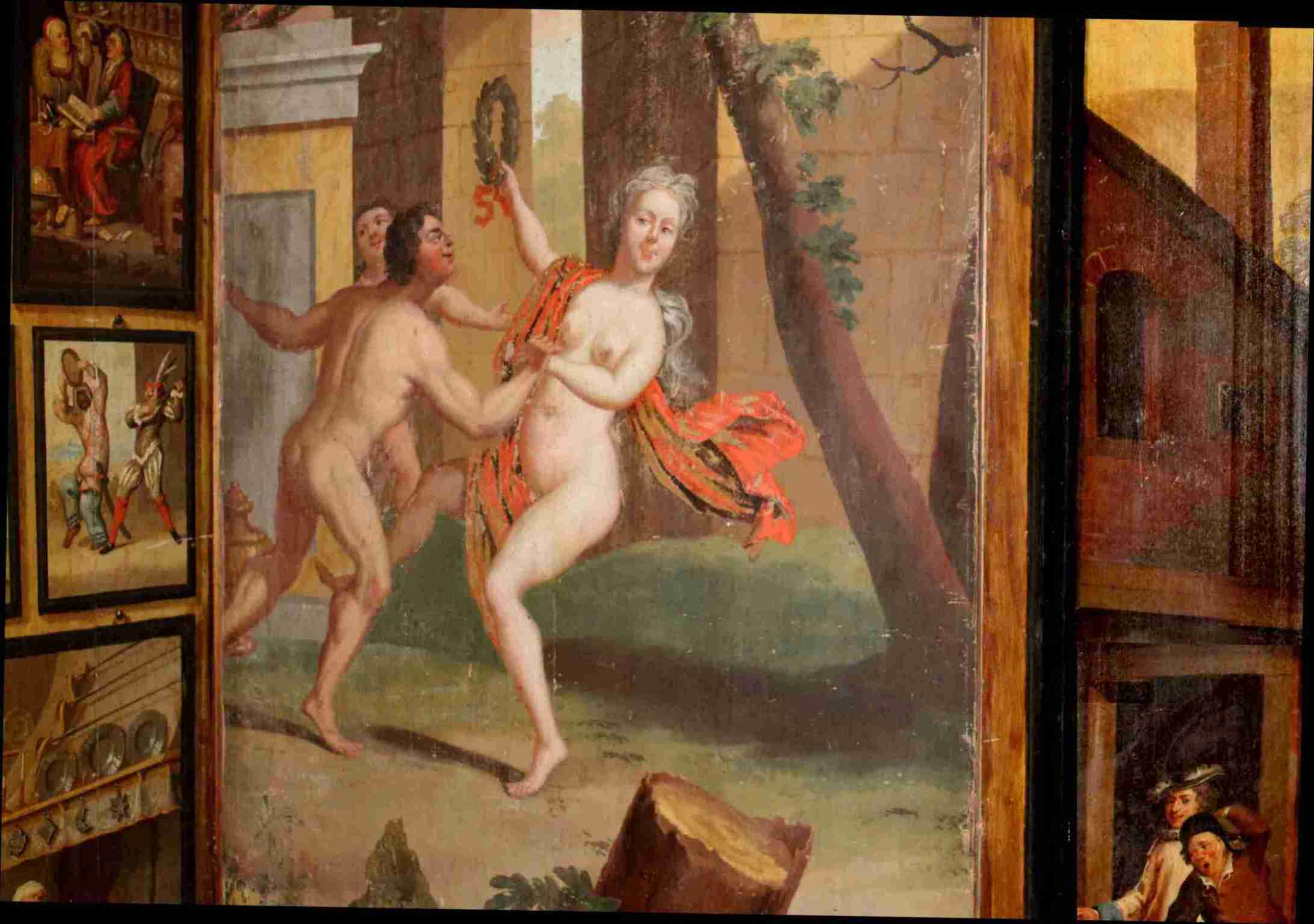
Particolare degli interni

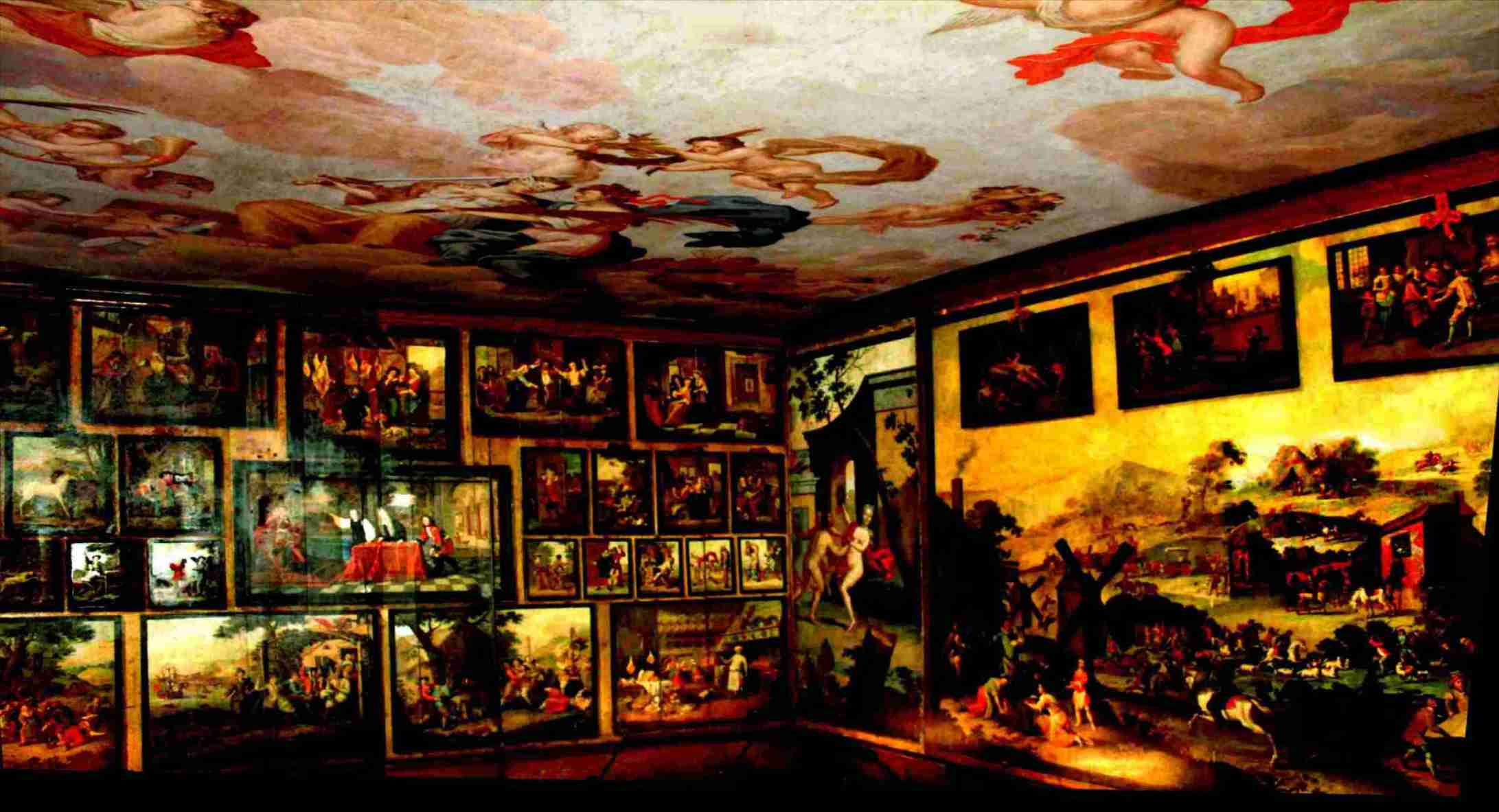
Particolare degli interni

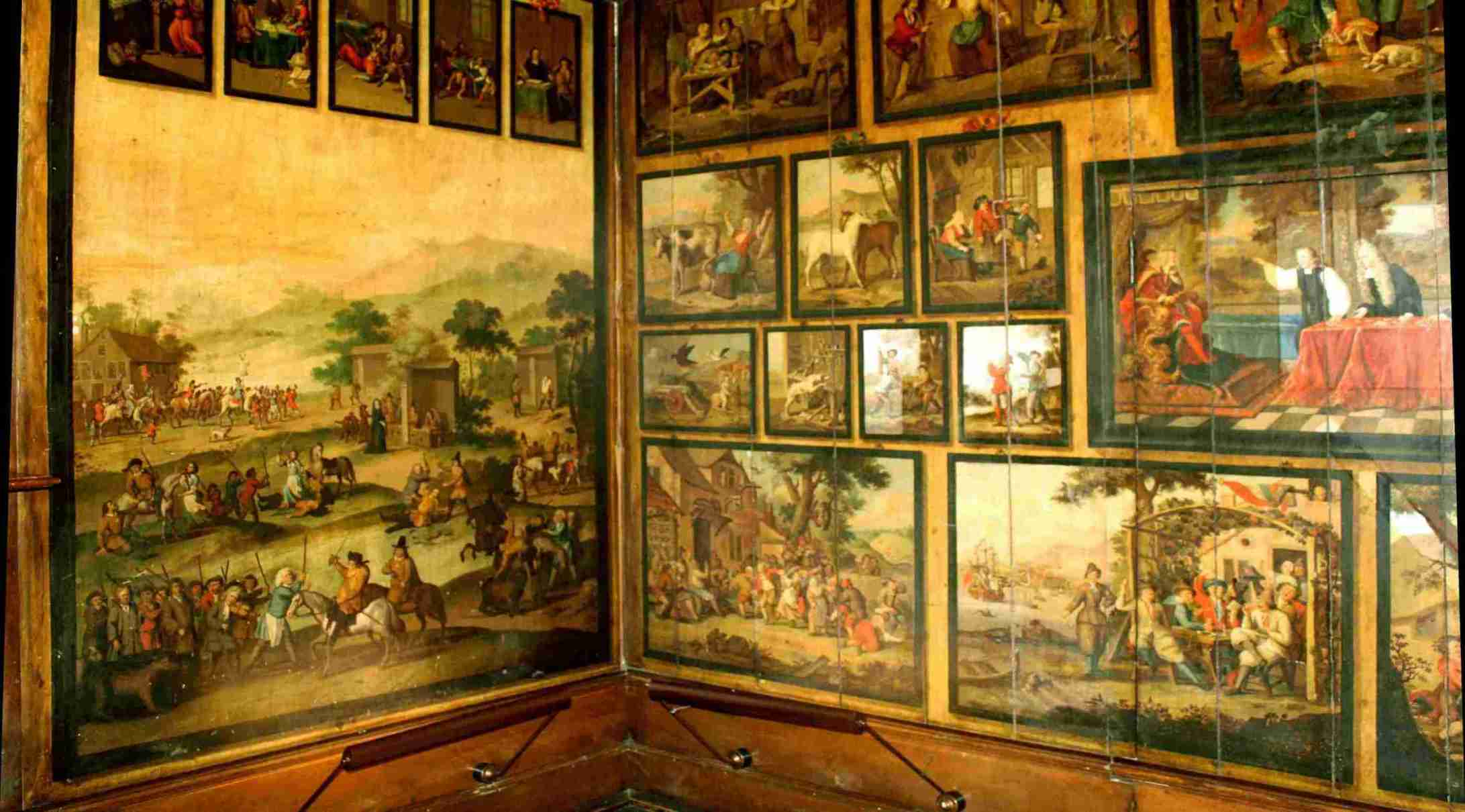
Particolare degli interni

Sembra che nel 1182 il feudo di Littlecote appartenesse a Robert di Durnford e sia passato circa dieci anni dopo a Roger di Durnford, il cui diritto fu contestato da Ralph de Brewer e da sua moglie Muriel, ma poi confermato da loro nel 1198. Brewer era probabilmente il signore del feudo di Axford e la signoria del feudo di Littlecote, valutata come feudo di un cavaliere, appartenne nel XIII e XIV secolo ai signori di Axford. Nel 1404 era ancora rivendicato ma a metà del XV secolo gli stessi signori di Littlecote acquisirono a loro volta il feudo di Axford. Nonostante una successiva rivendicazione di Peter de Percy contro Roger nel 1202, la dimora di Littlecote rimase alla famiglia Durnford. Nel 1219 appartenne al figlio di Roger, Richard di Durnford, e nel 1258 fu forse proprietà di un certo Sir Richard di Durnford. Il maniero fu in seguito detenuto da Roger di Calstone, che morì intorno al 1292 lasciandone erede il figlio Roger, di un anno. Nel 1328 Roger si stabilì Littlecote in seguito al suo matrimonio, e nel 1356 il maniero passò a suo figlio Laurence. Nel 1385 passò al figlio di Laurence, Thomas, la cui erede fu la figlia Elizabeth, moglie di William Darell. Alla morte di Elizabeth nel 1464, il maniero passò al figlio Sir George Darell, a cui successe il figlio Sir Edward. L'erede di Sir Edward fu il nipote Sir Edward Darell, il cui patrimonio fu in gran parte destinato a vita alla sua amante Mary Daniel. Poi il maniero di Littlecote passò al figlio William, che allora aveva nove anni.
A seguito di una disputa con Sir Henry Knyvet, William Darell fu imprigionato nel carcere di Fleet nel 1579 per aver diffamato la regina. Venne coimputato nella causa di divorzio intentata da Sir Walter Hungerford contro la moglie Anne, inoltre risultò in lite con molti dei suoi vicini, tra cui Henry ed Edward Manners, conti di Rutland, per Chilton Foliat, William Hyde per Uffington, Edward Seymour, conte di Hertford, per i feudi di Great Bedwyn e Burbage, e Hugh Stukeley per Axford. Tutti questi contenziosi derivarono in parte dal testamento del padre e dalla sua minore età. Gli furono mosse accuse, quasi certamente infondate, di infanticidio e omicidio. Le spese sostenute per la prigionia, le incessanti controversie legali, la costruzione e la presenza a corte lo portarono a vendere la disponibilità di Littlecote, per un certo numero di anni, se avesse avuto figli maschi, a Sir Thomas Bromley, Lord Cancelliere, apparentemente nei primi anni del 1580. Intorno al 1586 tale diritto sembra essere stata trasferito a condizioni simili all'avvocato e consigliere di Darell, John Popham. Darell fu incriminato alle assise di Marlborough nel 1588, ancora una volta per aver diffamato il sovrano. Le indagini condotte sulla lettura di molti documenti sui suoi affari ha portato a molte speculazioni sulla sua vita e sulle sue motivazioni. Morì senza figli maschi nel 1589 e Popham entrò nel feudo di Littlecote. Il maniero passò di padre in figlio nella famiglia Popham, da John, Lord Chief Justice e cavaliere dal 1592, a Sir Francis, Alexander, Sir Francis e un altro Alexander. Alla morte di quest'ultimo, nel 1705, Littlecote passò allo zio Alexander Popham, e il maniero passò nuovamente di padre in figlio a Francis, Edward e Francis, e Dorothy Popham lo tenne fino alla sua morte intorno al 1797, quando lo lasciò in eredità al presunto figlio del marito, Francis Popham. Alla morte di Francis, avvenuta senza eredi nel 1804, il maniero passò al nipote di Francis, Edward William Leyborne-Popham, che lo lasciò in eredità al figlio Francis. Littlecote passò poi ai figli di Francis, Francis William Leyborne-Popham e Hugh Francis Arthur Leyborne-Popham, che lo vendettero nel 1929 a Sir Ernest Salter Wills, baronetto. Passò poi al secondo figlio di Wills, G. S. Wills, il cui figlio, il signor D. S. Wills, ne divenne proprietario nel 1981.
All'inizio del XIV secolo, quando nel maniero era presente una cappella, sembra probabile che Roger di Calstone vivesse a Littlecote. A parte una serie di edifici tardo medievali (comprendenti anche una cappella), Littlecote House fu ricostruita alla fine del XVI secolo per William Darell. Il nuovo edificio si sviluppava attorno a due cortili e la parte originale con la cappella divenne il lato nord del cortile ovest. Le stanze principali, il portico d'ingresso e la sala si trovarono sul lato sud del cortile est. Il lato nord di quel cortile, il cui contratto di costruzione è datato 1583, venne arricchito di una lunga galleria al primo piano, e questo forse perché, quando il cortile fu costruito, all'angolo nord-ovest sopravvisse un edificio più antico. La maggior parte della casa era in macerie di selce, ma il fronte sud era rivestito di mattoni. Nel 1585 furono costruiti, in mattoni, un corpo di guardia, allineato con il portico, e i muri del giardino. La maggior parte dei lavori sulla casa venne presumibilmente completata a quel tempo, ma gli arredi interni potrebbero non essere stati ultimati per diversi anni. A metà del XVII secolo, nella cappella, furono costruiti un pulpito orientale e una galleria occidentale che si estendeva lungo entrambi i lati. A metà del XVIII secolo, il lato sud del cortile occidentale, fino ad allora a un solo piano, fu ricostruito a tutta altezza, e più o meno nello stesso periodo il salotto adiacente fu modificato e diverse finestre della casa furono chiuse a ghigliottina. Altri lavori del XVIII secolo includevano la modifica di diversi camini e la decorazione della Sala olandesecon un soffitto a pannelli dipinti. Nel 1810 il lato sud del cortile occidentale fu nuovamente demolito e ricostruito come serra con alte finestre gotiche. Anche il lato ovest fu demolito in quel periodo e lasciato aperto. Furono apportate modifiche a diverse stanze, tra cui il salotto e, su progetto di John Robson, la biblioteca. Alla fine del XIX secolo i quattro locali di servizio a est dell'ingresso principale furono trasformati in una sala da pranzo e in uno studio, in cui si trova un bel camino, presumibilmente restaurato, datato 1592, e una pannellatura in stile di inizio XVII secolo su cui è incisa la data 1896. Entrambe le stanze vennero rifinite con soffitti a costoloni. Anche l'adiacente scala principale risale alla fine del XIX secolo. Un soffitto a costoloni fu realizzato nella lunga galleria nel 1899, ma il fregio originale con lo stemma dei Darell fu mantenuto. Diversi altri soffitti in gesso decorato sono probabilmente di data simile, ma non è chiaro quando le cornici della facciata furono sostituite da montanti e traversi. Nel XIX secolo, su gran parte del cortile orientale, furono costruiti locali di servizio a un piano e sul lato sud fu realizzata una scala.
Alla fine del XVII secolo la casa era circondata da giardini e cortili cinti da mura. Questi includevano un sentiero rialzato a ovest da cui si godeva una vista sul parco adiacente. La maggior parte di questi elementi e giardini formali apparentemente sopravvisse sino alla fine del XVIII secolo, ma a quel tempo la guardiola era già stata demolita. A sud della casa le mura furono apparentemente demolite prima del 1806 e il parco fu portato fino alla casa anche se le mura più antiche a nord non vennero toccate L'elemento principale del parco alla fine del XVIII secolo era il Parco Coppice, sull'altura nella parte occidentale, che aveva una radura centrale e undici viste panoramiche a raggiera. A est della casa sin dal XVIII secolo si trovano ampi edifici agricoli, per lo più a Chilton Foliat. Nel XV secolo e nel XVI secolo i Darell furono attivi nel governo della contea. Dal 1420 al 1519 un Darell fu spesso sceriffo. Littlecote House divenne presumibilmente più frequentata e celebre proprio grazie a tale attività. Nel XVII secolo fu la residenza di una famiglia di importanza nazionale, frequentata spesso da politici e nel 1688 ricevette la visita di Guglielmo d'Orange dopo aver incontrato i commissari di Giacomo II a Hungerford.
Nel Littlecote Park si trovano i resti di una villa romana della quale si conserva il mosaico del pavimento. La villa fu inizialmente costruita intorno al 60 d.C. vicino al sito di un posto di guardia romano che controllava un attraversamento del fiume Kennet. Questa villa venne ricostruita e ampliata nei due secoli successivi, e nel suo periodo di massimo splendore vantava 60 stanze, due bagni termali e numerosi pavimenti a mosaico e ipocausti. Il magnifico pavimento a mosaico superstite fu realizzato a metà del IV secolo.
La residenza fu requisita per uso militare nel 1943 per l'addestramento nei pressi del villaggio di Ramsbury in vista dello sbarco in Normandia del giugno 1944, il D-Day. Sul sito poi è stato inaugurato un monumento commemorativo in memoria dei soldati britannici e statunitensi qui di stanza durante la seconda guerra mondiale. Tra le forze statunitensi si ricordano i militari della 101° Divisione Aviotrasportata, nota come The Band of Brothers. Tra le sette unità britanniche qui di stanza c'era la 48° Divisione South Midlands, un'unità del Corpo di Spedizione Britannico costretta a ritirarsi da Dunkerque nel 1940.

## Descrizione
L'English Heritage ha inserito dal 22 agosto 1966 Littlecote House a Ramsbury tra gli edifici storici come monumento classificato di prima categoria col numero 1300540. Littlecote House si trova ad est dell'abitato del villaggio e parrocchia civile di Ramsbury nella contea del Wiltshire, Sud Ovest dell'Inghilterra, Regno Unito. La grande dimora signorile è circondata da un ampio parco ed è formata da un complesso di strutture risalenti anche al periodo medievale. Originalmente edificata in selce con conci di calcare, è stata ricostruita mattoni del 1590. Le coperture dei tetti sono in pietra e ardesia. La pianta è rettangolare e si sviluppa attorno a un cortile allungato e aperto a ovest. I lavori del XVII secolo consistono nella ristrutturazione della cappella e del blocco all'estremità occidentale, mentre un'ala corrispondente forma il cortile aperto a sud, ricostruita intorno al 1810. Le finestre generalmente sono a due, tre e quattro luci con montanti e traversi in pietra e archi Tudor. Le porte sono anche a sesto acuto con pennacchi e modanature. Vi sono numerosi camini in mattoni con fusto diagonale. All'interno si conserva una grande sala con pannelli in quercia e un elegante paravento con pilastri ionici e due archi a tutto sesto con una galleria superiore. Il pavimento è a lastre bianche e nere e il soffitto in gesso a costoloni con pendenti. La galleria è lunga oltre 33 metri con fregi in gesso del 1520 circa. la Sala Olandese ha soffitto e pareti dipinte nel XVI secolo. La cappella è il più importante esempio di arredamento cromwelliano all'interno di una struttura medievale, con pulpito rialzato a pannelli con baldacchino contro la parete est. I banchi e le gallerie con balaustre a chiocciola poggiano su colonne smussate.
Nel parco si trova la villa romana con il notevole mosaico del suo pavimento che fu realizzato a metà del IV secolo. Il suo elemento centrale raffigura Orfeo, dio degli inferi e musicista di Apollo. Si pensa che si trattasse di un omaggio a un culto religioso associato ad Apollo e Bacco, che fioriva in quel periodo. La qualità del disegno musivo e la rarità della sua configurazione complessiva, con quelle che sarebbero state tre absidi semicircolari a un'estremità, lo rendono uno dei mosaici romani più importanti della Britannia. Viene protetto da un tetto e vi è una piattaforma panoramica rialzata.